# Сельское поселение «Деревня Думиничи»
Сельское поселение «Деревня Думиничи» — муниципальное образование в Думиничском районе Калужской области.
Административный центр — деревня Думиничи.

## История
В начале 1920-х годов в деревне Думиничи был создан сельский совет. Как административная единица он состоял из одного населенного пункта.
В 1940 году в д. Думиничи насчитывалось 360 дворов, был колхоз им. 17 партконференции. Соседний сельсовет, Полякский, состоял из деревень Поляки (83 двора), Хотисино (44 двора, к-з «Красное Хотисино»), Ломенка (21 двор, к-з им. Мичурина).
В 1954 году Полякский сельсовет присоединили к Думиничскому а колхозы объединили.

## Население
| 2010 | 2012 | 2013 | 2014 | 2015 | 2016 | 2017 |
| ---- | ---- | ---- | ---- | ---- | ---- | ---- |
| 532  | ↗544 | ↘536 | ↗555 | ↘554 | ↘543 | ↗544 |
| 2018 | 2019 | 2020 | 2021 |      |      |      |
| ↗553 | ↘543 | ↗561 | ↗566 |      |      |      |

## Состав сельского поселения

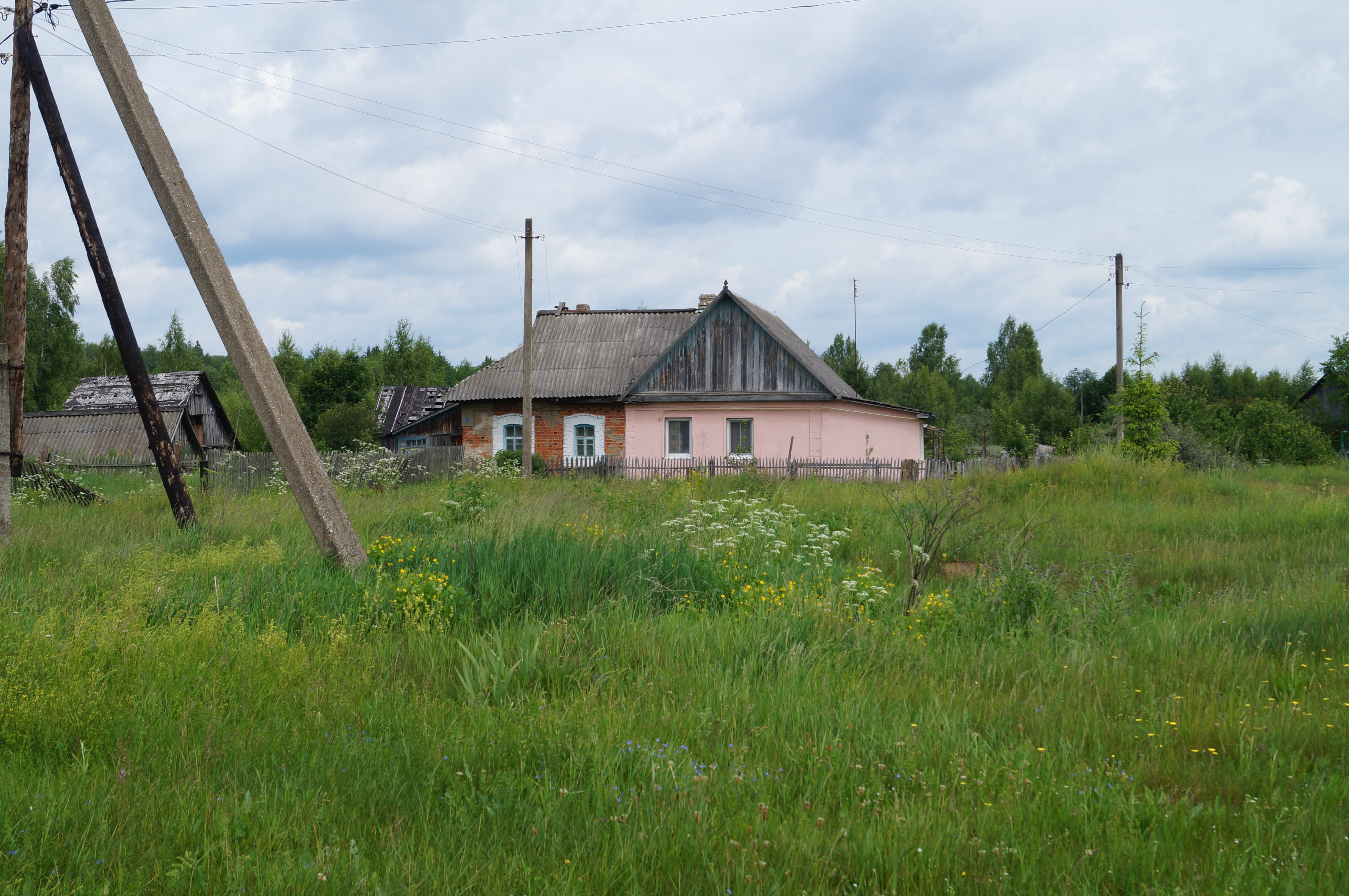
Деревня Ломенка

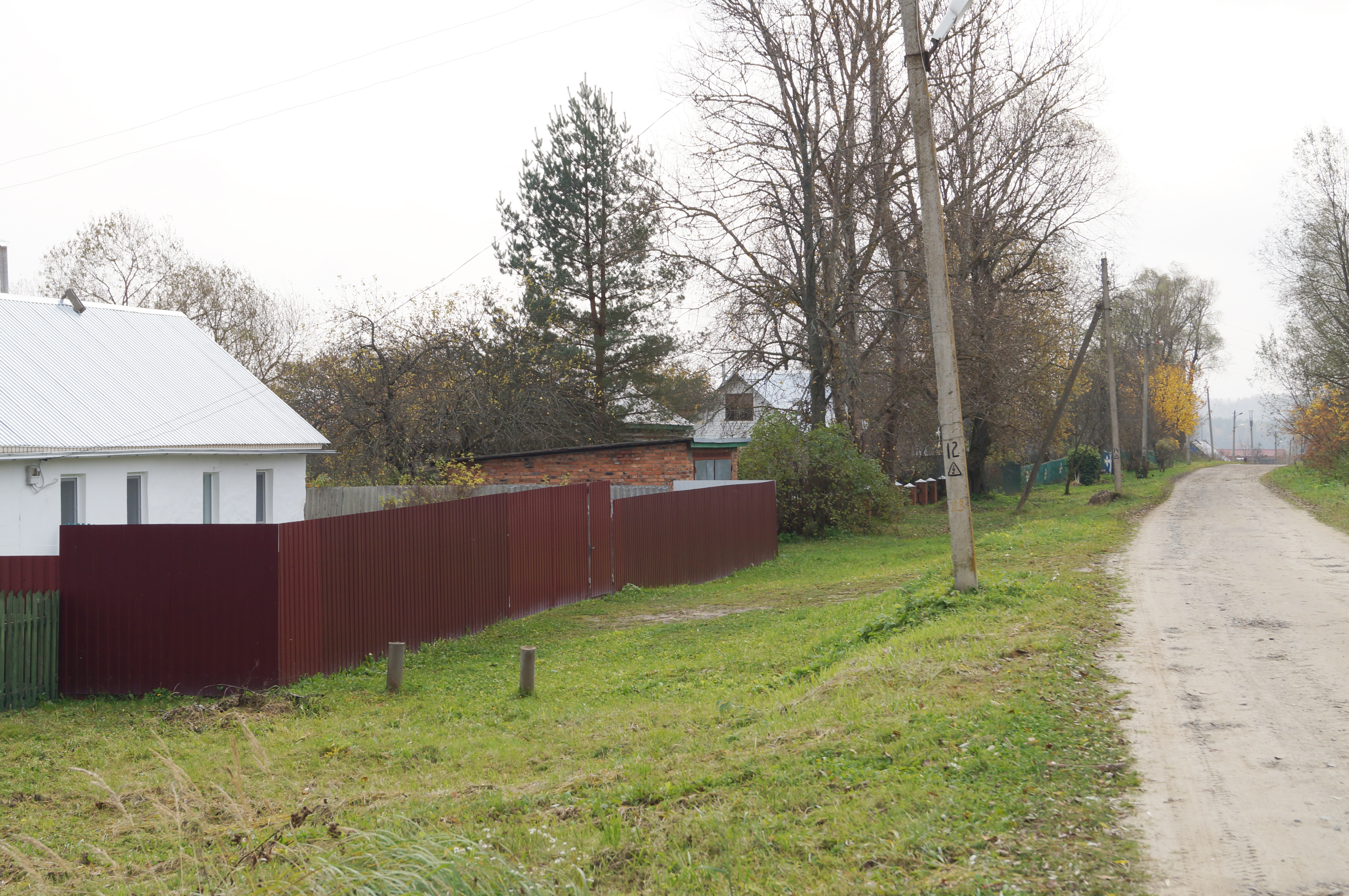
Деревня Поляки

В состав сельского поселения входят:
| № | Населённый пункт | Тип населённого пункта          | Население |
| - | ---------------- | ------------------------------- | --------- |
| 1 | Думиничи         | деревня, административный центр | ↘485      |
| 2 | Ломенка          | деревня                         | ↘14       |
| 3 | Поляки           | деревня                         | ↘31       |
| 4 | Хотисино         | деревня                         | →2        |

- Генеральный план СП «Деревня Думиничи»